# Bâtiment situé 5a rue Maršala Tita à Zaječar
Le bâtiment situé 5a rue Maršala Tita à Zaječar (en serbe cyrillique : Зграда у Ул. М. Тита 5а у Зајечару ; en serbe latin : Zgrada u Ul. M. Tita 5a u Zaječaru) se trouve à Zaječar et dans le district de Zaječar, en Serbie. Il est inscrit sur la liste des monuments culturels protégés de la république de Serbie (identifiant no SK 594),.

## Présentation
Le bâtiment est situé au centre-ville, au 5a rue Nikola Pašića (anciennement rue Maršala Tita). Il a été construit comme un immeuble résidentiel dans les années 1920, selon le projet d'un architecte inconnu.
Situé dans l'alignement de la rue, il se compose d'un rez-de-chaussée avec des magasins, de trois étages servant de logement et d'une terrasse sur le toit protégée par une balustrade.
La façade, toute en verticalité, s'organise de manière symétrique à partie d'un bow window polygonal sur s'étend sur deux étages ; au troisième étage se trouvent trois arcades dont l'une, au centre, est aveugle ; ces arcades sont séparées par des piliers ; de part et d'autre des arcades se trouvent des fenêtres encadrées par des figures d'atlantes. Toute la partie centrale est dominée par un toit en forme de dôme.

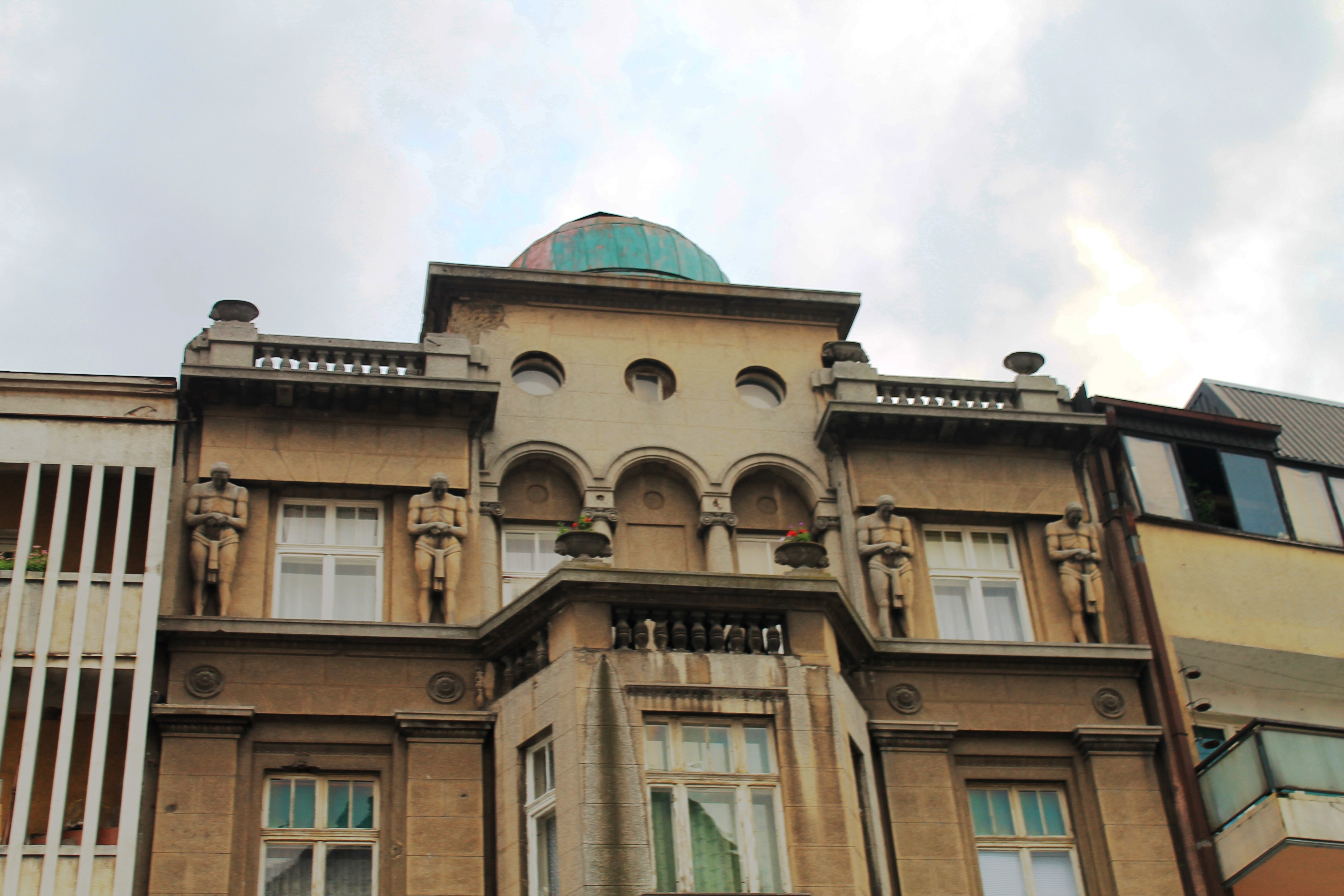
Détail du haut du bâtiment.